# Dæmonomania
Daemonomania je fantasy román Johna Crowleyho z roku 2000. Je to Crowleyho sedmý román a třetí díl série Ægypt, pokračování Crowleyho románu Love & Sleep z roku 1994. Román sleduje hlavního hrdinu Pierce Moffetta, který pokračuje v práci na své knize, započaté v The Solitudes, zabývající se renesancí a hermetismem, a zároveň se potýká s bouřlivým vztahem se svou přítelkyní Rosie Ryderovou.
Stejně jako předchozí díly, i tento román obsahuje čtyři hlavní dějové linie: jedna probíhá v současnosti a sleduje Pierce nebo Rosie Mucho při jejich umělecké tvorbě, a dvě další se odehrávají v období renesance a líčí fiktivní příběhy Johna Dee, Edwarda Kelleyho a Giordana Bruna, jak je zachytil fiktivní spisovatel Fellowes Kraft. Stylově je rozdíl vyznačen použitím pomlček pro dialogy během událostí z renesance a běžných anglických uvozovek pro dialogy z dvacátého století.

## Pozadí
Název románu pochází z knihy De la Démonomanie des Sorciers, díla o démonologii určeného budoucím exorcistům, které napsal francouzský právník a politik 16. století Jean Bodin. Pierce a Rosie na tuto knihu narazí v první části, třinácté kapitole, mezi vzácnými knihami Fellowese Krafta, které nasbíral během svých cest po Evropě.
Tematicky se román zabývá fenoménem vysokého počtu hlášení o posedlostí démony a čarodějnictví v 17. století, což vedlo k nárůstu dogmatismu jak mezi křesťany, tak mezi muslimy i mezi tehdejšími vědeckými mysliteli. V poznámce Crowley cituje výzkumy Nuccia Ordina, Angela Maria Ripellina, Briana P. Levnacka, Carla Ginzburga, Ioana P. Culiana a Deborah Vansau McCauleyové.
Tento román byl Crowleyho první spoluprací s editorem Ronem Drummondem.
Tento díl série je strukturován podle druhé trojice astrologických domů: Uxor (manželství nebo partnerství), Mors (smrt nebo reinkarnace) a Pietas (cesty nebo filozofie).

## Děj
V úvodní kapitole (která se chronologicky odehrává přibližně v polovině děje románu) jede Pierce Moffett autobusem z Blackberry Jambs do New Yorku a přemítá o svém vztahu s Rose Ryderovou. Zatímco Pierce během dospívání opustil katolickou víru, Rose horlivě následuje svou víru v křesťanské sektě Powerhouse.
V období renesance John Dee a Edward Kelley znovu navazují kontakt s andělem Madimi, který v předchozích dílech jejich putování zahájil. Přípravky, které Dee vytvořil na podporu plodnosti císaře, selhaly, a na císařském dvoře zavládla paranoia, což vedlo k najímání špiónů, kteří Deeho sledovali. Dee zařídí, aby Jan, muž obviněný z toho, že je vlkodlak, odcestoval do Nového světa spolu s ním při jeho odjezdu z Prahy. Kelleyho zanechá v Evropě; Kelley, když císaři řekne o svém údajném irském šlechtickém původu, je povýšen do rytířského stavu. Dee je navíc šokován, když Kelley před ním i císařským dvorem prohlásí, že všechny jejich alchymistické praktiky byly výsledkem pouze Kelleyho vlastní intuice, a nikoli okultních prostředků.
Při snaze odlehčit náklad lodi při odjezdu z kontinentu Dee vysype zlato na zem, přičemž část z něj záhadně zetlela a páchne. Nakonec se vrací do Anglie (jen těsně mine premiéru Marloweova Fausta) a po nějakou dobu žije v bídě, dokud nezíská místo správce na Manchester College. I přes rostoucí pronásledování odmítá ubližovat katolíkům a s lidmi obviněnými z posedlosti démony zachází s opatrností, ale i s laskavostí. Nakonec se dozvídá, že Kelley zemřel, a v obavách ze své rostoucí pověsti čaroděje se stahuje z veřejného života a živí se pouze prodejem svých knih.
Během návštěvy New Yorku dostane Beau Brachman leták od kvazi-gnostické sekty, která propaguje uctívání vyhnané „Sofie“ jako prvotního principu všech náboženských praktik a jediného východiska z „vězení“ lidstva. Beau si leták vezme, vzpomínaje na jiný podobný leták z dřívějšího období svého života, a přemítá o tom, jak po celý život následoval základní požadavky starověkého gnosticismu: hledání duchovní slasti bez rozmnožování. Beau se pak spojí s gnostickým kultem v divočině za Blackberry Jambs, vedeným stárnoucím patriarchou Platónem Goodenoughem.
V chaosu davu uteče osel, který byl přivázán poblíž, a zabloudí za hranice města. Truhla, kterou Mary Philomel odemkla v předchozím díle, se ve skutečnosti neotevřela, ale vydávala zvuky podobné chodu vnitřního hodinového mechanismu, který fungoval několik let a na konci tohoto románu se zastavil.

## Postavy
Jak už bylo dříve zmíněno, román sleduje jak postavy ze současnosti, tak i postavy z historických románů napsaných neviditelným vypravěčem Fellowesem Kraftem.
Postavy v současnosti
- Pierce Moffett – Hlavní hrdina románu. Zatímco stále pracuje na svém knižním projektu, Pierce se začíná více zajímat o způsoby, jak mohou být dávné systémy poznání, včetně magie, relevantní i v současnosti. V Dæmonomania Pierce experimentuje se sexuální dominancí/BDSM se svou přítelkyní Rosie Ryderovou, ale zároveň ji ztrácí ve prospěch autoritářské křesťanské sekty Powerhouse.
- Rosie Ryderová – Pierceova milenka v průběhu románu, která je zasvěcena a přidává se ke křesťanské sektě Powerhouse vedené bývalým manželem Rosie Mucho, Mikem.
- Rosie Mucho (rozená Rasmussenová) – Blízká přítelkyně Pierce. Během románu se Rosie potýká s epilepsií své dcery Sam Mucho (poprvé zmíněnou na konci Love & Sleep) a krátkou bitvou o opatrovnictví, kterou nakonec prohrává ve prospěch svého exmanžela Mikea.
- Axel Moffett – Pierceův odcizený otec, který nyní žije se svým partnerem jménem „Gravely“, jenž během příběhu umírá.
- Mike Mucho – Bývalý manžel Rosie Mucho (rozené Rasmussenové). Mike byl v předchozích dílech představen jako psycholog, ale v Dæmonomania se ukáže, že organizace, pro kterou pracuje, je zástěrkou pro kvazikřesťanskou sektu Powerhouse.
- Bobby Shaftoe – Postava z Pierceova dětství, poprvé představená v Love & Sleep, se znovu objevuje jako ošetřovatel na pediatrickém oddělení nemocnice, kde je léčena Sam Mucho. Je rozvedena její minulost spojená s appalačskými církvemi a rodinné pověsti naznačují, že má možná nelidské předky. Přidává se k Powerhouse a krátce žije s Rosie Ryderovou.
- Ray Honeybeare – Vůdce sekty Powerhouse, který podporuje Mikea v jeho snaze získat Sam a zabránit jí v lékařské léčbě.

Postavy renesance
- John Dee – Alžbětinský kryptograf, lékař, alchymista a vyvolávač duchů. V průběhu románu Dee objevuje způsob, jak vytvářet zlato v Praze, ale vrací se do Anglie kvůli rostoucím politickým tlakům a paranoie.
- Madimi – Dítě připomínající bytost, která přivedla Deeho a Kelleyho do Prahy. V Dæmonomania je podrobí zkoušce, aby jim předala tajemství výroby zlata.
- Císař Rudolf II. – Papežem korunovaný „Jedinečný a univerzální vládce celého širokého světa“[2] a mecenáš Kelleyho a Deeho. V Dæmonomania se začne zajímat o Deeho skepticismus ohledně démonů a vlkodlaků a pozve Bruna, aby vystoupil na jeho dvoře.
- Giordano Bruno – Dominikánský mnich, spisovatel a akademik. V Dæmonomania na dvoře Rudolfa II. představuje své spekulace o existenci života na mnoha planetách.
- Edward Kelley – Deeho asistent, který Deeho nakonec zradí a je v Praze povýšen do rytířského stavu.

## Přijetí
Kritik Harold Bloom román pochválil a nazval ho „mistrovským dílem duchovního poznání a vynikajícího stylu a charakterizace.“
Časopis Publishers Weekly knihu recenzoval pozitivně, přičemž vyzdvihl její schopnost zahrnout filozofický a historický materiál do románu, který stále spadá do žánru fantasy. Román byl krátce a negativně zhodnocen v The New York Times, kde recenzent vyjádřil nejistotu ohledně jakéhokoliv propojení mezi dvěma dějovými liniemi. V The Village Voice publikovala Elizabeth Hand přehled celé série, přičemž Daemonomania pochválila za jeho zpracování temnějších aspektů renesance, americké spirituality a Pierceových sexuálních tužeb.
James Hynes napsal obsáhlý článek, ve kterém obhajoval, aby byl Crowley považován za autora s „vážnou literární reputací“ při příležitosti vydání Daemonomania. O třech do té doby vydaných knihách série prohlásil, že jsou „již teď, ač nedokončené — ohromujícím úspěchem.“ Hynes také upozornil, že mnoho jiných recenzentů, zejména Jeff Waggoner, román hodnotilo nesprávně, protože si nevšimli, že předchozí díly tvoří souvislou sérii.